# Jetlag (film)
Jetlag er en dansk kortfilm fra 2006 instrueret af Christian Sisseck.

## Handling
Denne artikel mangler et handlingsreferat. Hjælp os med at skrive det.